# Masanori Sanada
Masanori Sanada (jap. 真田 雅則 Sanada Masanori; ur. 6 marca 1968 w Shizuoce w Prefekturze Shizuoka, zm. 6 września 2011) – japoński piłkarz.

## Kariera klubowa
Od 1990 do 2004 roku występował w klubach All Nippon Airways i Shimizu S-Pulse.

## Kariera reprezentacyjna
W 1988 roku został powołany do kadry na Puchar Azji.